# Estación de Les Halles
Les Halles es una estación de la línea línea 4 del metro de París situada en el I distrito, en el corazón de París. 
Ofrece conexiones con las líneas A, B y D de la red de cercanías a través de la Estación de Châtelet - Les Halles.
En el 2004, era la decimosegunda estación más frecuentada de la red con más de 12 millones de viajeros, y en 2011 trepó al décimo puesto con 13.113.834 usuarios.

## Historia
La estación fue inaugurada el 21 de abril de 1908. 
El 3 de octubre de 1977 fue desplazada hacia el este para permitir una mejor conexión con la recién creada estación del RER de Estación de Châtelet - Les Halles.

## Descripción
Se compone de dos andenes laterales de 105 metros de longitud y de dos vías.
Encajada en el complejo de Les Halles, la estación, que se encuentra a escasa profundidad luce un techo plano y unas paredes verticales revestidas por azulejos Miromesnil. La solidez del conjunto se ha visto reforzado con una atípico apoyo central que separa ambas vías.

## Accesos
La estación dispone de tres accesos:
- Acceso 1: plaza Carrée
- Acceso 2: calle Turbigo cruce con la calle Rambuteau.
- Acceso 3: plaza des Verrières